# 利东 (特鲁埃尔省)
利东，是西班牙阿拉贡自治区特鲁埃尔省的一个市镇。总面积40平方公里，总人口75人（2001年），人口密度2人/平方公里。